# Edward Cooke
Edward Tiffin Cook, Jr. (27 de noviembre de 1888 - 18 de octubre de 1972) fue un atleta estadounidense que compitió en salto con pértiga.  Él compitió en los Juegos Olímpicos de Londres 1908 y empató en el oro con su compatriota también saltador Alfred Gilbert.
En 1907, compitiendo como miembro de los Irish American Athletic Club, Cook ganó el evento de salto con pértiga en el Campeonato senior del Amateur Athletic Union, que tuvo lugar en Jamestown, Virginia.
Cook, se graduó de la Universidad de Cornell en 1910 y fue elegido miembro de la Sociedad de Sphinx Head Society  durante su último año.